# Ратьков-Рожнов, Ананий Владимирович
Ана́ний Влади́мирович Ратько́в-Рожно́в (1871—1948) — царскосельский уездный предводитель дворянства, камергер.

## Биография
Из потомственных дворян Костромской и Санкт-Петербургской губерний. Второй сын действительного тайного советника Владимира Александровича Ратькова-Рожнова. Землевладелец Санкт-Петербургской губернии (родовые 6010 десятин).
По окончании Александровского лицея в 1893 году (с чином IX класса), поступил на службу в Министерство иностранных дел и был причислен к департаменту личного состава и хозяйственных дел. Вскоре был отчислен в ведомство Министерства иностранных дел, в котором состоял всю дальнейшую службу.
В 1908 году был избран помощником Санкт-Петербургского уездного предводителя дворянства, в каковой должности пробыл до 1911 года, когда был избран Царскосельским уездным предводителем дворянства. Кроме того, состоял почетным мировым судьей по Санкт-Петербургскому и Царскосельскому уездам, а также гласным Санкт-Петербургского уездного земства. Дослужился до чина действительного статского советника (1913), состоял в придворном звании камергера (1910).
Также был действительным членом Попечительного совета Приюта принца Петра Георгиевича Ольденбургского и почетным членом Хозяйственного комитета санкт-петербургской Николаевской детской больницы.
В 1914—1915 годах был членом совета Санкт-Петербургского частного коммерческого банка. Владел несколькими доходными домами и особняками в Санкт-Петербурге, наиболее известный из которых — дом на Кирочной улице, 32-34, построенный известным архитектором П. Ю. Сюзором. Кроме того, Ратькову-Рожнову принадлежали земли в районе Сосновки. По его имени была названа Ананьевская улица, впоследствии ставшая частью Светлановского проспекта.
После Октябрьской революции в эмиграции во Франции. Состоял членом Объединения бывших воспитанников Императорского Александровского лицея. В 1926 году участвовал в Российском зарубежном съезде в Париже в качестве делегата от Русского очага во Франции. В 1934 году выступал на открытом собрании Союза младороссов с докладом «Авторитарная власть и самоуправление».
Скончался в 1948 году в Париже. Похоронен на кладбище Сент-Женевьев-де-Буа.

## Награды
- Орден Святого Станислава 2-й ст. (1896)
- Орден Святой Анны 2-й ст. (1899)
- Орден Святого Владимира 4-й ст. (1902)
- Орден Святого Владимира 3-й ст. (1915)
- медаль «В память царствования императора Александра III»
- медаль «В память коронации императора Николая II»
- медаль «За труды по первой всеобщей переписи населения» (1897)
- медаль «В память 100-летия Отечественной войны 1812 г.»
- медаль «В память 300-летия царствования дома Романовых»

Иностранные:
- болгарский орден «За гражданские заслуги» 3-й ст.;
- персидский орден Льва и Солнца 2-й ст.;
- французский орден Почетного легиона, кавалерский крест;
- турецкий орден Османие 3-й ст.;
- черногорский орден Князя Даниила I 3-й ст.